# Amel Majri
Amel Majri (Monastir, Túnez, 25 de enero de 1993) es una futbolista francesa nacida en Túnez. Juega como Centrocampista en el Olympique de Lyon de la Division 1 de Francia además de ser seleccionada con Francia.

## Vida personal
Ella nació en Monastir (Túnez), y se mudó a Francia cuando tiene un año con su hermana melliza, Rachida, y su madre, Hafsia. Ella es musulmana y se casó en 2012.

## Clubes
| Club              | País    | Año    |
| ----------------- | ------- | ------ |
| Olympique de Lyon | Francia | 2010 - |

## Palmarés

### Campeonatos nacionales
| Título          | Club              | País    | Año     |
| --------------- | ----------------- | ------- | ------- |
| Division 1      | Olympique de Lyon | Francia | 2010-11 |
| Division 1      | Olympique de Lyon | Francia | 2011-12 |
| Copa de Francia | Olympique de Lyon | Francia | 2011-12 |
| Division 1      | Olympique de Lyon | Francia | 2012-13 |
| Copa de Francia | Olympique de Lyon | Francia | 2012-13 |
| Division 1      | Olympique de Lyon | Francia | 2013-14 |
| Copa de Francia | Olympique de Lyon | Francia | 2013-14 |
| Division 1      | Olympique de Lyon | Francia | 2014-15 |
| Copa de Francia | Olympique de Lyon | Francia | 2014-15 |
| Division 1      | Olympique de Lyon | Francia | 2015-16 |
| Copa de Francia | Olympique de Lyon | Francia | 2015-16 |
| Division 1      | Olympique de Lyon | Francia | 2016-17 |
| Copa de Francia | Olympique de Lyon | Francia | 2016-17 |

### Campeonatos internacionales
| Título            | Equipo               | Sede           | Año     |
| ----------------- | -------------------- | -------------- | ------- |
| Liga de Campeones | Olympique de Lyon    | Inglaterra     | 2010-11 |
| Liga de Campeones | Olympique de Lyon    | Alemania       | 2011-12 |
| Liga de Campeones | Olympique de Lyon    | Italia         | 2015-16 |
| Copa SheBelieves  | Selección de Francia | Estados Unidos | 2017    |
| Liga de Campeones | Olympique de Lyon    | Gales          | 2016-17 |
| Liga de Campeones | Olympique de Lyon    | Ucrania        | 2017-18 |
| Liga de Campeones | Olympique de Lyon    | Hungría        | 2018-19 |